# Tam Tuệ
Tam Tuệ (chữ Hán giản thể: 三穗县, bính âm: Sānsuì Xiàn, âm Hán Việt: Tam Tuệ huyện) là một huyện thuộc Châu tự trị dân tộc Miêu và dân tộc Đồng Kiềm Đông Nam, tỉnh Quý Châu, Cộng hòa Nhân dân Trung Hoa. Huyện này có diện tích 1036 km², dân số năm 2002 à 200.000 người. Mã số bưu chính của huyện Tam Tuệ là 556500. Huyện này giáp: Thiên Trụ, Kiếm Hà, Trấn Viễn và Tân Hoảng. Chính quyền huyện Tam Tuệ đóng ở trấn Bát Cung. Về mặt hành chính, huyện này được chia thành 7 trấn và 2 hương.
- Trấn: Bát Cung, Đài Liệt, Lương Thượng, Trường Cát, Ngõa Trại, Đồng Lâm và Tuyết Động.
- Hương: Cổn Mã và Khoản Trường.